# Drosophila lamottei
Drosophila lamottei är en tvåvingeart som beskrevs av Léonidas Tsacas 1981. Drosophila lamottei ingår i släktet Drosophila och familjen daggflugor.
Artens utbredningsområde är Elfenbenskusten, Guinea och Kamerun.